# レナート・パルンボ
レナート・パルンボ（Renato Palumbo, 1963年7月27日 - ）は、イタリアの指揮者。

## 略歴
モンテベッルーナに生まれる。イスタンブール、ミュンヘン、ウィーンの歌劇場で研鑽をつみ、ケープタウンのオペラ座をへてベルリン・ドイツオペラの音楽監督をつとめた。
2020年スカラ座で「ルクレツィア・ボルジア」をデヴィーア主演で指揮。